# Эгберт II (король Берниции)

Британия в 878 году

Эгбе́рт II (Экгбе́рт II; др.-англ. Ecgberht II, англ. Egberht II; умер в 878) — король Берниции (876—878).

## Биография
Наиболее подробные свидетельства об Эгберте II содержатся в трудах автора XII века Симеона Даремского.
О происхождении и ранних годах жизни Эгберта II сведений в средневековых исторических источниках не сохранилось. Предполагается, что он был близким родственником предшествовавших ему правителей Нортумбрии: возможно, сыном Эгберта I.
Первое свидетельство о Эгберте II датируется 876 годом, года он был избран преемником скончавшегося от разрыва сердца короля Риксига. В средневековых хрониках Эгберт упоминается с титулом «король [земель] за Тайном». На этом основании предполагается, что власть короля распространялась только на территории в междуречье Тайна и Форта, то есть на области бывшего королевства Берниция. Столицей владений Эгберта была крепость Бамборо.
Среди современных историков идут дискуссии по вопросу о том, в каких отношениях Эгберт II был с оккупировавшими бо́льшую часть Нортумбрии викингами. Часть исследователей считает, что Эгберт признавал над собой верховную власть скандинавского правителя Йорвика Хальфдана, контролировавшего земли между реками Тайн и Хамбер. Это мнение основано на трудах таких историков, как Роджер Вендоверский. Другая часть исследователей утверждает, что нет никаких оснований считать Эгберта II ставленником скандинавов, так как такие сведения отсутствуют в трудах более ранних средневековых авторов. Также предполагается, что правитель Берниции мог получить престол с согласия Хальфдана, но когда тот погиб в 877 году и викинги не смогли избрать его преемника, королю Эгберту удалось заключить с вождями данов соглашение, поставившее скандинавов в зависимое от него положение.
О правлении Эгберта II почти ничего не известно. В хрониках упоминается об успешном нападении скоттов на северные области бывшей Нортумбрии. В результате этого вторжения, осуществлённого во второй половине 870-х годов королями Гириком и Эохейдом, к Альбе были присоединены земли Лотиана.
В трудах Симеона Даремского содержатся противоречивые сведения о кончине Эгберта II. В своей «Истории церкви Англии» он сообщал, что этот монарх скончался после двух лет правления. В то же время в «Истории Даремской церкви» Симеон упоминал, что во время восшествия в 883 году на престол Гутфрита I, нового правителя скандинавского Йорка, король Эгберт II был ещё жив. Также и в одной из средневековых хроник сообщается, что Эгберт владел престолом двенадцать лет. Таким образом кончина этого монарха может датироваться 888 годом. Однако, скорее всего, более достоверным всё же является свидетельство, относящее смерть Эгберта к 878 году.
Точно не известно, кто был непосредственным преемником Эгберта II на престоле. Следующим после него англосаксонским правителем нортумбрийских земель считается Эадвульф II, который упоминается в связи с событиями 900-х—910-х годов. Вероятно, Эадвульф II был близким родственником Эгберта II: скорее всего, братом, но возможно, что и сыном.